# Ebersdorf, Steiermark
Ebersdorf är en ort och kommun i distriktet Hartberg-Fürstenfeld i förbundslandet Steiermark i Österrike.
Kommunen består av tre orter (Ortschaften) (inom parentes invånarantal 1 januari 2024):
- Ebersdorf (849)
- Nörning (248)
- Wagenbach (206)

Enligt uppskattningar grundades orten omkring 1140 av Eberhard von Öblarn. Den nämndes 1170 för första gången i en urkund med namnet Eberhartsdorf. Områdets invånare utkämpade under historien flera strider, till exempel 1529 och 1532 mot turkiska enheter, året 1605 mot hajduker och 1705 mot kurucer. Under alla dessa strider brann större delar av byn ner.
Ebersdorfs kyrka blev återställd mellan 1756 och 1758 och flera inventarier från barocken är bevarade. Kyrkans orgel och dopfunt är från senare 1700-talet. Vid kyrkans södra vägg finns en gravsten från romartiden.